# La squadra speciale di Bulldog Drummond
La squadra speciale di Bulldog Drummond (Bulldog Drummond's Secret Police) è un film del 1939, diretto da James P. Hogan.

## Trama
Il capitano Buldogg deve sposarsi il giorno successivo con la sua fidanzata e insieme alla zia di quest'ultima si dirigono nell'antica dimora di famiglia del capitano, dove li aspettano dei loro amici: un colonnello di Scotland Yard e Algy un tipo un po' imbranato e forte amico del capitano. Arriva in questo luogo anche un professore abbastanza pittoresco che conosce bene la storia dell'Inghilterra e di quella casa. Ha con sé un vecchio diario, dove sta scritto che in quella casa si troverebbe un tesoro da 1 milione di sterline, ma bisogna decifrare il codice. Per fare ciò ha bisogno di stare in quella casa qualche giorno. Il capitano quindi lo ospita. Nel frattempo giunge in casa un tizio che si spaccia come il nuovo maggiordomo. Nella notte il falso maggiordomo Boulthom entra nella stanza del capitano e riesce a rubare il diario dopo aver aggredito il capitano, che non riesce a riconoscerlo per l'oscurità. Dopo Boulthom entra nella stanza del professore, che stava per rivelare telefonicamente il codice al capitano. La telefonata si interrompe perché Boulthom lo uccide. Quindi il colonnello chiama dei rinforzi che facciano da guardia alla casa. Dopo un altro omicidio di uno della guardia e dopo essere stato scoperto, Boulthom entra nel passaggio segreto che lo porterà al tesoro nascosto, portando con sé la fidanzata del capitano come ostaggio. Il capitano e i suoi amici riescono anche loro a trovare il passaggio e non senza ostacoli riescono a liberare la fidanzata. Boulthom viene portato via dalle acque di un canale. Finalmente pare che possono sposarsi i due fidanzati, ma un'esplosione accidentale fa naufragare le nozze definitivamente, perché la ragazza con la zia lasciano la casa.